# Ahlatçık, Devrekani
Ahlatçık là một xã thuộc huyện Devrekani, tỉnh Kastamonu, Thổ Nhĩ Kỳ. Dân số thời điểm năm 2008 là 86 người.